# Nyingma
Il lignaggio monastico Nyingma (རྙིང་མ་,  Wylie: rnying ma, lett. "Antica" ovvero "Antica [scuola di traduzione]", da cui རྙིང་མ་པ rnying ma pa, reso anche nyingmapa,  "seguace dell'Antica [scuola di traduzione]") appartiene al Buddismo Vajrayāna nel suo sviluppo in Tibet come Buddismo Tibetano ed è il più antico dei quattro principali lignaggi tibetani attualmente esistenti (con Kagyüpa, Sakyapa e Gelugpa).

Questo gruppo monastico fa risalire i propri insegnamenti alla prima diffusione del Buddismo in Tibet da parte di Padmasambhava, e dai suoi immediati discepoli che tradussero vari sutra Mahayana, Tantra e Testi del Canone Sanscrito (che però non divennero parte del Canone Tibetano).

Attualmente i Nyingmapa sono particolarmente diffusi nel Tibet Orientale, nel Sichuan occidentale, nello Yunnan nordorientale in Nepal e in Bhutan.

## Peculiarità
- I Nyingmapa sono i principali detentori del sistema dei Terma (lett.: tesori, supporti per le realizzazioni come testi di insegnamenti o altro) e dei Tertön (scopritori di Terma). Condividono questa pratica con la religione Bön e con lignaggi quali quello Karma Kagyüpa, cui ne ricorsero storicamente meno spesso.
- Hanno anche "sviluppato" il sistema di meditazione Dzogchen che a partire dal quinto Dalai Lama è diventato accettato e praticato anche dai Gelugpa. Hanno anche una sestuplice suddivisione dei tantra, al posto di quella quadruplice accettata dagli altri lignaggi.
- Non seguendo le riforme monastiche promosse da Atisha i praticanti laici Nyingmapa hanno mantenuto l'usanza di avere delle consorti con cui possono sposarsi; essi prendono il nome "Ngak Pa" e le loro consorti Ngak Ma.
- Gli scritti Nyingma sono generalmente esclusi dal Canone tibetano. Furono sistematizzati invece da Ratna Lingpa (Ratna gLing pa) (1403 - 1478) nella "Raccolta": Nyingma gyübdün (rNying ma rgyud'bum). Come gli altri lignaggi detengono anche loro la tradizione monastica fondata sugli insegnamenti del Vinaya (in tibetano: Dul-ba) della corrente hinayana Mulasarvastivadin (?).
- I Nyingmapa hanno sempre avuto un sistema di monasteri dai poteri decentrati, (detti i Sei Monasteri Madre), cioè senza un Khenpo (Guida) unico e non esercitarono mai potere politico.

### Terma e Tertön
I Terma (gter-ma) ('tesori') sono tipici del Buddismo Tibetano ed in particolare dei Nyingmapa. Si tratta di Tantra, insegnamenti segreti e commentari vari che sarebbero stati nascosti in luoghi remoti e quasi inaccessibili da Padmasambhava e altri, così da essere scoperti solo da Tertön (gter-ston), cioè persone dotate di "particolari capacità", grandi discepoli di guru Rinpoche e suoi discepoli "minori".
Analogamente al Sistema dei Terma anche i Prajñaparamitasutra furono portati alla luce dal Mahapandita Nāgārjuna affidato dal Buddha Shakyamuni al re dei Naga nel loro reame in attesa che Nagarjuna lo prelevasse.
Considerando che il contenuto dei Terma sarebbe stato inappopriato alla diffusione al momento della compilazione, venivano nascosti per permettere la loro scoperta quando i tempi fossero sufficientemente "maturi" per comprenderne il contenuto, ovvero quando i tempi delle Cinque Degenerazioni (Kaliyuga) ne avrebbero richiesto la diffusione oltre che per fare in modo che passassero indenni il periodo delle persecuzioni che intercorsero tra la Prima e la Seconda Diffusione del Buddismo in Tibet.
I Terma sono spesso nascosti sottoterra, sott'acqua, in cielo e nella mente. Pertanto si considerano Terma anche certe particolari "visioni pure" (Dak Nang in tibetano), non connesse con l'effettivo ritrovamento fisico dei testi, ma che si trovano in una speciale visione specifica del Tertön, il quale provvede poi a metterlo per iscritto e diffonderlo.
Tra i Terma più importanti vi fu il Mani Kabum (man.i bka'-'bum) (dell'XI secolo circa) che ripartì i Tantra nel Sistema in Sei Parti, con lo Dzogchen all'apice, e che sostenne l'equivalenza ultima di tutti i sistemi Buddisti volti al conseguimento dell'illuminazione. Per citare altri Terma: il Longchen Nyingthig del Terton Jigme Lingpa (1730 - 1798) e il Rinchen Terdzö, Ciclo di Terma di Jamyang Khyentse Wangpo, Jamgon Kongtrul Lodrö Thaye e Chok Gyur Dechen Lingpa.
Il primo Tertön fu Sangye Lama (1000 - 1080), ma Tertön furono anche gli altri 25 Discepoli Principali di Padmasambhava. Tra i più famosi Tertön figurano:
- Nyangral Nyima Oser (1124 - 1192)
- Guru Chowang (1212 - 1270)
- Rigdzin Godem (1307 - 1408)
- Pema Lingpa (1450 - 1521)
- Jamyang Khyentse Wangpo (1820 - 1892)
- Orgyen Chokgyur Lingpa (1829 - 1870)

Questo Sistema ha consentito ai Nyingmapa di avere un dinamismo dottrinale maggiore degli altri lignaggi, che si andarono sempre strutturando con tradizioni più stabili.
Nei termini del Buddismo Tibetano si parla di Terma come di 'Lignaggio Breve', dove la trasmissione orale da Lama a discepolo figura come 'Lignaggio Lungo' e si parla allora non di Terma ma di Kama.

### Divisione dei Tantra
Anziché in quattro (Kriyatantra, Caryatantra, Yogatantra e Anuttarayogatantra), i Tantra Nyingmapa sono divisi in due gruppi di tre classi:
I Tantra esterni, simili alle prime tre classi di Tantra dei lignaggi Sarma (it.: "nuovi"):
- Kriyatantra
- Caryatantra o Ubhaya
- Yogatantra

e i Tantra interni:
- Mahayoga (corrispondente all'Anuttarayogatantra degli altri lignaggi)
- Anuyoga
- Atiyoga o Dzogchen (considerato equivalente al Mahāmudrā di Nāropā dei Kagyüpa)

### I sei Monasteri
Nonostante il monastero di Samye, il più antico del Tibet, sia riconosciuto anche come il più antico monastero Nyingmapa, dopo la Seconda Diffusione del Buddismo questo si venne a schierare con i Lignaggi Riformisti (dal XV secolo fu Sakyapa, attualmente è sede Gelugpa), pertanto non viene considerato tra i sei più importanti monasteri Nyingmapa).
I sei Monasteri Principali sono divisi in tre dell'Alto Tibet:
- Dorje Drag,
- Mindrolling,
- Palri,

e tre del Basso Tibet:
- Kathok,
- Palyul,
- Dzogchen.

In seguito al declino del monastero di Palri (Chongye Palri Thegchog Ling) il suo posto nella lista fu preso dal monastero di Shechen, mentre il posto di Kathok fu preso da Dodrubchen.
Attualmente la divisione è tripartita in due Monasteri nell'Alto Tibet:
- Dorje Drag,
- Mindrolling,

due nel Tibet Centrale:
- Shechen,
- Dzogchen,

e due nel Tibet Inferiore:
- Dodrubchen,
- Palyul.

Da questi sei dipendono tutti gli altri monasteri Nyingmapa in Tibet, Bhutan e Nepal.
Solo dopo l'esodo in India, e per motivi amministrativi legati ai rapporti col governo indiano e con il governo tibetano in esilio, i Nyingmapa si dotarono di una figura che li rappresentasse in modo unitario (come il Dalai Lama fa per i Gelugpa, Sakya Trizin per i Sakyapa e il Karmapa per i Karma Kagyüpa).
Questi rappresentanti sono stati:
- Sua santità Kyabje Dudjom Rinpoche (circa 1904 - 1987), rappresentante dagli anni '60 alla sua morte.
- Sua santità Dilgo Khyentse Rinpoche (circa 1910 - 1991), rappresentante dal 1987 alla sua morte.
- Sua santità Penor Rinpoche Pema Norbu Rinpoche, rappresentante dal 1991 fino al suo ritiro nel 2003.
- Sua santità Mindroling Trichen Rinpoche, rappresentante dal 2003 fino alla sua morte nel 2008.

## Storia
L'origine dei Nyingmapa è la stessa dell'origine del Buddismo tibetano: dopo il primo tempio buddista, il Jokhang, a Lhasa si dovette attendere l'817, quando il sovrano Trisong Detsen chiamò Padmasambhava (tibetano: Guru Rinpoche) e Shantarakshita (tibetano: Shiwatso) a insegnare in Tibet per poter edificare a Samye il primo monastero e quindi, con il Sangha, diffondere il Buddismo.
Trisong Detsen ordinò loro, e ai loro 25 discepoli e ai 108 traduttori (numero con chiaro riferimento simbolico a Tara), di tradurre il corpus delle scritture buddiste dal sanscrito al tibetano. Sia quei primi 25 discepoli che le loro traduzioni sono considerati dai Nyingmapa come loro predecessori nel lignaggio e come testi approvati.
Fino all'XI secolo i Nyingmapa furono i soli praticanti buddisti in Tibet, pertanto non si riconobbero come scuola o lignaggio particolare. Solo con la Seconda Diffusione del Buddismo, con l'insegnamento di Atisha e le nuove traduzioni, i Nyingmapa si vennero a definire come lignaggio a sé, per differenziarsi dalle innovazioni introdotte.
Tra i Nyingmapa più celebri figurano:
Longchenpa (Longchen Rabjam) (Klog-chen rab-'byams-pa) (1308 - 1363)
Le sue opere principali furono il Longchen Dzö dün (Klog-chen mdzod-bdun) ('i Sette Tesori di Longchen'), il Ngalso Korsum ('Tre Cicli di Rilassamento'), Rangdröl Korsum ('Tre Cicli dell'Auto-Liberazione'), Yangtig Namsum ('Tre Essenze"Ulteriori[?]"'). Fu particolarmente interessato alla meditazione Dzogchen che sistematizzò in una raccolta di testi chiamata Nyingthig Yabzhi ('l'essenza quadripartita del cuore'[?]).
Jigme Lingpa (1730 - 1798)
Jigme Lingpa continuò l'opera di Longchenpa con una serie di Terma che proseguirono il Nyingthig Yabzhi, note come Longchen Nyingthig, o 'l'Essenza del Cuore del Grande Spazio', che divenne il fondamento degli insegnamenti di Dzogchen e la base del lignaggio Rimè, particolarmente diffuso nel Tibet Orientale e nella zona del monastero di Derghe.
Dopo la sua morte nel Rimè vi furono tre suoi Tülku: Do Khyentse (1800? - 1859?), Jamyang Khyentse Wangpo, (1820 - 1892) e Patrul Rinpoche, (1808 - 1887).
Thu-kwan Blo-bzang chos-kyi nyi-ma (1737 - 1802)
Fu autore di una dotta storia del Buddismo e delle scuole eterodosse in Tibet, Cina, Mongolia e India.
Mipham Jamyang Gyatso (1846 - 1912)
Mipham Jamyang Gyatso, il cui nome significa 'Invincibile Oceano di Manjushri', nacque in una famiglia aristocratica del Kham, nel Tibet Orientale. Viene considerato una emanazione del Bodhisattva Mañjuśrī. Fu incaricato di redigere una summa filosofica degli insegnamenti Nyingmapa, così come avevano già gli altri lignaggi. Il risultato fu un'opera che è divenuta fondamentale oggetto di studio per i Nyingmapa, ma anche accolta dal lignaggio Kagyupa. Assieme a Longchenpa viene ritenuto il più autorevole Lama dei Nyingmapa.
Attualmente tra i Lama Nyingmapa più famosi figurano: Thinley Norbu Rinpoche, Kyabje Dudjom Rinpoche (1904 circa - 1987) autore erudito che nel 1964 scrisse una storia dei Nyingmapa col titolo Grub-mtha'shel-gyi me-long, Dilgo Khyentse Rinpoche (1910 circa -1991), Tülku Urgyen Rinpoche, Penor Rinpoche (Pema Norbu), Khenpo Choga Rinpoche, Khyentse Norbu (conosciuto anche come Dzongsar Jamyang Khyentse Rinpoche, Chagdü Tülku Rinpoche, Sogyal Rinpoche e Rigdzin Namkha Gyatso Rinpoche.